# サハリンプロジェクト
サハリンプロジェクト（ロシア語: Сахалинские шельфовые проекты）とは、ロシア連邦のサハリン州で行われている油田・天然ガス田の開発プロジェクト。鉱区は樺太島全域に1から8に分かれて存在し、1と2については、それぞれサハリン1プロジェクト・サハリン2プロジェクトとして、ネフチェゴルスク地震が起きた1990年代から生産プラント・パイプラインなどの建設が進められている。

## 概要

### 前史
樺太の大陸棚に眠る膨大な量の石油資源は20世紀前半からその存在が知られていた。1920年代に入ると、日本は北樺太の石油利権に関して、ソビエト連邦と交渉を重ねた。1926年（大正15年）に国策会社である北樺太石油株式会社が発足。
1927年（昭和2年）には、日本の北樺太石油が北樺太において11箇所の試掘権協定をソビエト連邦と結び、1928年（昭和3年）、北樺太石油はサガレンネフチトラストとの間で原油の買付（3年間で65000トン）と開発資金の貸付に関する契約を結んだ。 
しかし、第二次世界大戦中に日本との開発は中断、その後は過酷な自然条件、運搬手段の欠如などの理由により単発的な開発に留まった。

### 1990年代
1990年代初頭、ソビエト連邦が解体され、経済的な混乱期を迎えていた中、ロシア政府は外国資本の導入により、樺太の石油開発を進める決断を行い、サハリン1・サハリン2プロジェクトが進行。1999年からサハリン2の一部が稼働を開始し、原油生産が始まった。

### 2000年代以降
2006年に国際的な環境問題の提起と、ロシア政府によるプロジェクト関与の見直しの意向などが重なり、開発の中断が余儀無くされた。ロシア政府に開発許可を取り消され、事業会社サハリン・エナジー社の株式過半数を国営企業ガスプロムに売却することで決着をみた。
2008年にはサハリン3について、サハリンエナジー社が2008年中に埋蔵量の基本調査を行うことを表明しており、2014年から供給を開始する計画を立てたが実現はしなかった。2009年現在、サハリン4とサハリン5について、エクソンモービル社が中心となって試掘が行っているが、具体的成果の発表が無いまま現地の拠点を撤収している。

## 契約
- ロシア政府は日本の商社・石油メジャーなどと契約する際に、将来的にプロジェクトに一定の関与が出来るように各種資材の調達・労働条件・生産される原油などの分与についての詳細な条件を定めている。この条件は非公開とされており、参画企業のリスクマネジメントを難しいものとさせる他、コスト計算を難解にさせるなど、プロジェクトを不透明にさせる原因の1つとされている。

## テレビ番組
- 日経スペシャル ガイアの夜明け 燃えよサハリン 〜始動する石油巨大プロジェクト〜（2004年2月24日、テレビ東京）[3]。